# Matthias Steffan
Matthias Steffan (* 6. September 1976 in Speyer) ist ein deutscher parteiloser Politiker. Er ist seit 2024 Oberbürgermeister von Schwetzingen.

## Leben
Steffan legte 1996 das Abitur am Hans-Purrmann-Gymnasium Speyer ab. Anschließend absolvierte er den Wehrdienst in Hardheim. Er absolvierte von 1997 bis 2001 ein Studium an der Hochschule Kehl zum Diplom-Verwaltungswirt (FH) sowie von 2002 bis 2004 ein Studium an der Fachhochschule des Bundes für öffentliche Verwaltung in Brühl und an der Fachhochschule für Verwaltung und Rechtspflege Berlin zum Master of Arts (M.A.). Von 2001 bis 2008 war er bei der Stadtverwaltung Mannheim im Amt für Rats- und Öffentlichkeitsarbeit sowie im Fachbereich Personal tätig. Von 2008 bis 2016 war er persönlicher Referent des Ersten Bürgermeisters der Stadt Mannheim Christian Specht im Dezernat für Finanzen, Vermögen, Sicherheit und Ordnung.
Am 1. April 2016 wechselte Steffan zur Stadtverwaltung Schwetzingen, wo er zum Ersten Bürgermeister und ständigen Vertreter des Oberbürgermeisters gewählt wurde. Am 15. September 2024 wurde er mit 61,84 Prozent der Stimmen im ersten Wahlgang zum Oberbürgermeister der Stadt Schwetzingen gewählt. Er trat die Nachfolge von René Pöltl, der nicht wieder kandidiert hatte, am 1. November 2024 an.
Steffan ist verheiratet. Von 1999 bis 2016 war er Mitglied des Gemeinderats von Altlußheim.